# 大正町 (臺北市)
大正町為臺灣日治時期臺北市之行政區，共分一至三丁目，町名源自大正街，因該區域為大正時代所規劃而得名。該町在三板橋庄北部三橋町之南，原華山車站之北，今中山北路以東，新生北路以西，南京東路以南，市民大道以北，境內為行政官員宿舍，是當時的高級住宅區。戰後劃入臺北市中山區。
戰後，大正町一帶由高級住宅街轉變為日本料理店、酒吧林立的繁華街，至今仍是台北夜生活重鎮及日本街（日本人集居區域），境內尚有大正町教會及日治時期「一條通」至「九條通」的道路，故今亦稱條通商圈。

## 發展歷程
大正町開發前原地名是三板橋庄大竹圍，作為農地使用。1911年（明治44年）8月26日台北因為颱風而洪水氾濫，街道房屋被淹沒，日本人開始構思要打造一個衛生美麗的住宅區。臺灣土地建築株式會社在總督府和商界的支持之下，開始收購土地開發新社區。負責此一業務的是當時臺灣建築土地株式會社的代表取締役社長木村泰治。1913（大正2）年，這個新住宅社區命名為「大正街」，初期面積約60,000坪，住戶近百戶。1915年住戶數達256戶，至1919年則又增購23,000坪之土地；大正街整體住宅區規劃面積達85,000坪，事業推展搭配台北市街之日人居住需求，成長極為順利。於大正年間所發展起來之「大正街」，提供了在台北居住之日人所期望之整潔日式居住環境，成了當時的高級住宅區，甚至成了觀光旅遊之著名勝地。
此一現代化的社區土地閒雅，清潔，規劃成適日本人的宅地，故仿效京都棋盤式規劃，東西向街道稱為「通」，南北向稱為「筋」，規劃獨門獨院的戶建式和洋混合式住宅為主，成為台灣第一個民間開發的高級現代化社區。每戶設有壁櫥，廁所，提供電力與自來水，並接下水道注重環境衛生。甚至最初還在街道上種滿櫻花樹，但因為氣候因素而無法存活。1915（大正4）年規劃新設「汽動車停留場」（公車站牌），淡水線鐵路也配合設置大正街乘降場(車站，已於1950年代廢除，位於現今淡水線捷運線與長安西路交口)。附近還有小學校及市場，生活機能完備。1916年美國駐臺灣領事館改稱「駐台北領事館」館址遷移至四條通(今長安東路與天津街交口)，至1926年又遷至御成町即今台北之家所在地。於1922年隨著町名改正，原大正街臨敕使街道(今中山北路)編定為御成町，東側其餘部分編為大正町。1927年設立的私立大正幼稚園/遊園地，是台灣第一個幼稚園，旁邊的遊園地則是台北第一個兒童遊戲場。這裡還有幾個紅土網球場。
戰後1946年不再使用大正町的區名，改為中山區劃分為正守里、正仁里、正自里、正義里、正得里及正宜里等五里。1990年區里調整為中山區正守里、正得里、正義里等三里。1947年臺北市都市計畫延續日治時期都市計畫架構，指定為住宅區。戰後原本是日本人的住宅，大多數被臺灣省營機構如財政廳、華南銀行、第一銀行、台灣銀行、中央信託局等各單位接收。但是隨著1950年代開始美軍顧問團駐在中山北路三段臺北市立美術館一帶，出現大量的酒吧、餐廳、舞廳、旅館、泊來品商店沿中山北路、林森北路向南延伸，大正町也從純住宅區變成了繁華的商業區。1970年代美軍走了，但是日本商社大量派員來到台灣拓展業務，他們則促進了這兩個社區大量日本料理及娛樂產業的興起。 為適應都市發展，1970年公布的都市計畫幾乎全部劃設為商業區。

## 人口及居住名人
1930年時，大正町有人口3205人，絕大多數為「內地人」（以日本本土為本籍者）。其中官員佔18%，銀行業者佔7%，會社員佔27%，其餘為各界工商人士。當時的住戶除了許多銀行、會社之領導階級以及重要幹部之外，還有學校校長、總督府圖書館館長、台北醫院眼科長、警察署署長、課長、税関檢査及營林所庶務課課長、遞信部無線掛掛長、台北州之衛生技師及秘書係係長、台北市之課長等，這裡成為公務人員公家宿舍區。今天本地區的人口更是大幅成長，依據2020年底台北市中山區戶政事務所的統計正守里3271人，正義里5251人，正得里3640人，合計12162人。

### 日治時期居住名人
- 井手薰，居住位於2丁目52番地（今長安東路一段63號），總督官房營繕課長、臺灣建築學會首任會長，設計台北公會堂（今中山堂）。
- 林熊徵，居住於1丁目17番地，板橋林家當家，創設華南銀行並擔任臺灣建物土地株式會社的董事。
- 杜聰明，居住於1丁目30番地（今林森北路67巷57號），更生醫院院長，臺灣第一位醫學博士。
- 林松壽，居住於2丁目45番地，板橋林家林維源之五子，曾任北京交通署署長，創立林本源興拓株式會社。
- 佐佐木八二郎，居住於今二條通綠島小夜曲咖啡館（中山北路一段33巷1號），名攝影師。
- 岡部珍寶，居住於四條通，創設岡部印刷。
- 小林惣次郎，居住於六條通，日進商會老闆，曾任台北市協議員、台北市本町區長[9]

### 戰後居住名人
- 蔣經國，1950-1969居住於長安東路一段18號原華南銀行董事長官邸。
- 林衡道，居住於三條通，臺灣歷史學家
- 藍蔭鼎，居住於三條通，著名畫家及作家
- 許金德，居住於四條通(長安東路一段)，前台灣省議會副議長
- 郭雨新，居住於四條通(長安東路一段)，前台灣省議員
- 谷正綱，居住於六條通(林森北路107巷)，反共鐵人
- 陳尚文，居住於五條通，前台灣省建設廳廳長，臺灣玻璃公司董事長
- 豐子愷，1948年短暫居住於五條通，為著名畫家文學家
- 游彌堅，曾經居住於五條通或六條通，前台北市長
- 黃朝琴，前台北市長
- 張彩湘，居住於六條通，鋼琴家及教育家
- 陳進 (畫家)，居住於天津街，第一位入選日本帝展的台籍東洋膠彩畫家，第一位女畫家獲得行政院文化獎
- 楊麗花，著名歌仔戲明星，她的住家及開設的青葉餐廳都在六條通
- 顧正秋, 著名國劇明星，曾經住在七條通的洋房(1949-1952)及三條通日式住宅(1952-1957)[10]
- 三條通成為醫生街，著名的醫界人士包括杜聰明、林溟鯤、洪禮峰、彭淑媛等人

## 町內設施
- 一條通（市民大道二段）
- 二條通（中山北路一段33巷）
- 三條通（中山北路一段53巷及林森北路67巷）
- 四條通（長安東路一段）
- 五條通（中山北路一段83巷及林森北路85巷）
- 六條通（中山北路一段105巷及林森北路107巷）
- 七條通（中山北路一段121巷及林森北路119巷）
- 八條通（中山北路一段135巷及林森北路133巷）
- 九條通（林森北路138巷及145巷）
- 十條通（今已成為南京東路而不存在）
- 中通り（長安東路一段30巷及長安東路一段53巷），今已訛傳為中條通
- 大正町通り（今林森北路）
- 大正公園（今林森北路、長安東路一帶，已不存）
- 美國駐台北領事館，1916-1926年設於大正町2丁目24番地(長安東路一段與天津街交口東北側)
- 大正幼稚園，1927年設於大正町一丁目26番地(長安東路一段)，今已不存在
- 大正町教會(今中山基督長老教會)，位於1丁目18番地(四條通)1937年落成，為市定古蹟。
- 大正莊出租公寓: 位於3丁目5番地(今中山北路與南京東路口)，今已不存在
- 春風莊出租公寓:位於3丁目16番地(七條通)，今已不存在

## 外部連結
- 條通商圈(2011臺北旗艦商圈)[永久]